# بیرکنده
بیرکنده (به لاتین: Birkende) یک منطقهٔ مسکونی در دانمارک است که در کرتمیند واقع شده‌است. بیرکنده ۶۰۵ نفر جمعیت دارد و ۸ متر بالاتر از سطح دریا واقع شده‌است.